# Vasyl' Durdynec'
Vasyl' Vasylovyč Durdynec' (in ucraino Василь Васильович Дурдинець; Romočevycja, 27 settembre 1937) è un politico ucraino, primo ministro ad interim dal 19 giugno 1997 al 16 luglio 1997.